# بخش وارن (شهرستان واشینگتن، اوهایو)
بخش وارن (به انگلیسی: Warren Township) یک منطقهٔ مسکونی در ایالات متحده آمریکا است که در شهرستان واشینگتن، اوهایو واقع شده‌است.
 بخش وارن ۹۸٫۴ کیلومتر مربع مساحت و ۴٬۰۴۴ نفر جمعیت دارد و ۲۵۰ متر بالاتر از سطح دریا واقع شده‌است.